# PAEEK
Podosfairiki Athlitiki Enosi Eparxeias Kerynias (Grieks: Ποδοσφαιρική Αθλητική Ένωση Επαρχίας Κερύνειας), kortweg PAEEK, is een Cypriotische voetbalclub die in 1953 werd opgericht in Girne, maar na de Turkse invasie verhuisde de club naar de hoofdstad Nicosia en meer bepaald naar de buitenwijk Lakatamia.
PAEEK speelt zijn thuiswedstrijden in het Keryneia Epistrophi, een klein stadion dat plaats biedt aan zo'n 2.000 toeschouwers.
PAAEK had vroeger ook een redelijk succesvolle basketbal-afdeling, die in tegenstelling tot zijn zusterafdeling prijzen heeft kunnen winnen: het won begin jaren 70 driemaal op een rij het nationale kampioenschap en 1969, 1970, 1971, 1995, 1999 bereikten ze de bekerfinale, die allen werden verloren.
Door de Turkse invasie veranderde de club uit symbolisch oogpunt haar clubkleuren: van geel-zwart naar zwart-wit. De club hoopt ooit terug te keren naar hun oorspronkelijke thuisbasis en zo de originele kleuren weer in ere te herstellen.
De basketbalafdeling van de club werd in de jaren 70 driemaal landskampioen en won meermaals de beker.

## Bekende (oud-)spelers
- Dion Esajas
- Bert Esselink
- Kevin Jansen
- Matthijs van Nispen
- Alexandros Paschalakis
- Andrij Podkovyrov
- Thijs Timmermans

## Palmares
- B' Kategoria: 1

2021
- C Kategoria: 3

1992, 2003, 2008
Achyronas · 
Agia Napa ·
ASIL Lysi ·
Akritas Chlorakas ·
Digenis Morfou ·
Digenis Ypsonas · 
ENAD Polis Chrysochous ·
Enosis Neon Paralimni ·
Ermis Aradippou ·
MEAP Nisou ·
Olympiakos Nicosia ·
Omonia 29is Maiou ·
Omonia Aradippou · 
PAEEK · 
Peyia 2014 FC ·
PO Xylotympou 2006 ·